# 9300 Johannes
A 9300 Johannes (ideiglenes jelöléssel 1985 PS) a Naprendszer kisbolygóövében található aszteroida. Edward L. G. Bowell fedezte fel 1985. augusztus 14-én.